# Eric Bogosian
Eric Bogosian (Boston, 24 de abril de 1953) es un actor, monologuista, dramaturgo y novelista estadounidense. Bogosian es miembro de la John Simon Guggenheim Memorial Foundation y ha recibido dos becas del National Endowment for the Arts (Fondo Nacional para las Artes).

## Vida privada
Bogosian, estadounidense de origen armenio por parte de sus padres, nació en Boston, Massachusetts. Hijo de Edwina, peluquera e instructora, y Henry Bogosian, un contable. Después de graduarse en la Universidad de Oberlin, Bogosian se trasladó a Nueva York para seguir una carrera en el teatro. Bogosian lleva casado desde 1980 con la directora de teatro Jo Anne Bonney y tiene dos hijos, Harris Wolf Bogosian y Travis Bogosian.

## Vida profesional
Bogosian es un actor y autor conocido por sus obras de teatro como Talk Radio de 1987, obra hecha en el New York Shakespeare Festival, haciendo que fuera nominado para un Premio Pulitzer y posteriormente en 1988 fuera adaptada al cine por el director norteamericano Oliver Stone, obteniendo Bogosian el Oso de Plata en el Festival de Cine de Berlín. Mucho más tarde, en 2007, se hizo un revival dirigido por Robert Falls y protagonizado por Liev Schreiber. Otra obra suya muy conocida es subUrbia de 1994, dirigida por Robert Falls y producida por el Lincoln Center Theatrer, que en 1996 sería adaptada al cine por Richard Linklater. Así, como numerosas exposiciones individuales.
En los últimos años, ha protagonizado en Broadway Time Stands Still de Donald Margulies, publicado tres novelas y aparecido en Law & Order encarnando al Capitán Ross.

## Cine y televisión
- Born in Flames (1983) (Su primera aparición)
- The Twilight Zone (1985), temporada 1, episodio 3 Curandero (Healer), como el ladrón Jackie.
- Talk Radio (1988)
- Suffering Bastards (1989)
- Last Flight Out (1990)
- Sex, Drugs, Rock & Roll (1991)
- The Larry Sanders Show (1993) 2ª Temporada, Episodio 10
- Witch Hunt HBO (1994)
- Under Siege 2: Dark Territory (1995) como el informático Travis Dane
- Arabian Knight (1995) (voz) (versión Miramax)
- Dolores Claiborne (1995)
- Beavis and Butt-Head Do America (1996) (voz)
- Deconstructing Harry (1997)
- A Bright Shining Lie (1998) (película de TV)
- Gossip (2000)
- In The Weeds (2000)
- Wake Up and Smell the Coffee (2001)
- Igby Goes Down (2001)
- Ararat (2002)
- Scrubs: 2ª Temporada (2003)
- Mundo maravilloso (2003)
- King of the Corner (2004)
- Heights (2004)
- Blade: Trinity (2004)
- Love Monkey TV series (2006)
- Law & Order: Criminal Intent Serie de televisión (2006–2010)
- Gossip Girl serie de televisión (2007-2008)
- Uncut Gems (2019)
- Interview with the vampire (2022)
- Reptiles (2023)

## Novelas, teatro y guiones
- Men in Dark Times
- Scenes from the New World
- Sheer Heaven (1980)
- Men Inside (1981)
- The New World (1981)
- FunHouse (1983)
- Drinking in America (1986) (Ganadora del Drama Desk Award for Outstanding One-Person Show)
- Talk Radio (1987) (llevada al cine en 1988)
- Sex, Drugs, Rock & Roll (1990)
- Notes from the Underground (1993)
- Pounding Nails in the Floor with My Forehead (1994)
- subUrbia (1994) (llevada al cine en 1996)
- Griller (1998)
- Mall (novela) (2000)
- Wake Up and Smell the Coffee (2000)
- Humpty Dumpty (reproducción) (2004)
- Non-profit Benefit
- Red Angel
- Wasted Beauty (novela) (2005)
- Perforated Heart (novela) (2009)
- General of Hot Desire (un acto de reproducción)

## Premios y reconocimientos
Festival Internacional de Cine de Berlín
| Año  | Categoría                                     | Película               | Resultado |
| ---- | --------------------------------------------- | ---------------------- | --------- |
| 1989 | Oso de Plata por un logro único sobresaliente | Hablando con la muerte | Ganador   |